# Mammillaria meiacantha
Mammillaria meiacantha är en kaktusväxtart som beskrevs av Georg George Engelmann. Mammillaria meiacantha ingår i släktet Mammillaria och familjen kaktusväxter. Inga underarter finns listade i Catalogue of Life.